# Llac Burabai
El llac Burabai és un dels llacs de Burabai, al nord del Kazakhstan, al districte de Burabai de la província d'Akmolà, a la part oriental de l'Altiplà de Kokxetau.
L'aigua és clara i el fons és clarament visible. La superfície de l'aigua del llac és majoritàriament oberta, només al llarg de les costes occidentals i nord-oest n'hi ha canyes i joncs. El fons és pla, amb un pendent cap al nord, davant de la costa és sorrenc i rocós, i al centre del llac és fangós.
El llac té diverses badies petites. A la badia del nord-oest hi ha una illa rocosa, Zhumbaktas ("Esfinx"), que té la forma d'un bolet i s'eleva a 20 metres sobre l'aigua. Les costes sud, oest i nord són de granit, algunes vegades s'eleven sobre l'aigua en forma de penya-segats. La costa est és sorrenca, inclinada; prop de la vora de l'aigua s'estén un eix de sorra de 2 a 5 m d'ample, 1,5 m d'alçada.
El llac està situat al territori del Parc nacional de Burabai.
L'aigua del llac és curativa, a la riba oriental hi ha el famós resort de Burabai, així com el Museu de la Natura (Kazakh: Табиғат мұражайы).

## Nom
Totes les ribes del llac estan cobertes de bosc de coníferes, d'aquí el nom - Burabai.
El nom històric: Auliekol en traducció significa "Llac sagrat".
El segon nom històric del llac és Karagaili.

## A la literatura
L'escriptor kazakh Zhanaidar Musin, en el seu llibre «Жер шоктыгы Кокшетау» (Almatí, 1989), anomenat Llac Borovoe "Kumuskol", que significa "llac de plata". La naturalesa de Borovoe es proclama al poema "Kokshetau" de Saken Seifulin: 

L'aigua de Burabai és més límpida que la rosada

No es pot negar admiració del seu punt de vista.

Its shore’s overgrown with glorious trees

La seva riba està coberta de gloriosos arbres.